# Кохо
Кохо (康保) је јапанска ера (ненко) која је настала после Ова и пре Ана ере. Временски је трајала од јула 964. до августа 968. и припадала је Хејан периоду. Владајући цареви били су Мураками и Реизеи.

## Важнији догађаји Кохо ере
- 964. (Кохо 1, четврти месец): Умире царица Фуџивара но Анси. Њена млађа сестра која се удала за царевог брата (Шигејакиру) исте године умире недуго после свог мужа. У периоду жалости цар запоставља своје дужности као владар државе.[3]
- 965. (Кохо 2, четврти месец): Дворски удаиџин, Фуџивара но Акихира умире у 68 години.[3]
- 965. (Кохо 2, дванаести месец): Цар слави свој 40 рођендан.[3]
- 5. јул 967. (Кохо 4, двадесетпети дан петог месеца): Цар умире у 42 години живота. На позицији цара владао је укупно 21 годину.[3]